# Marek Penksa
Marek Penksa (ur. 4 sierpnia 1973 w Veľkým Krtíšu) – słowacki piłkarz występujący na pozycji pomocnika lub napastnika.

## Kariera klubowa
Poprzednio reprezentował barwy Wisły Kraków (2005–2007), Dukli Bańska Bystrzyca (1989-92), Eintrachtu Frankfurt (1992-93 i 1994-95), Dynama Drezno (1993-94), Grazer AK (1995-96), Rapidu Wiedeń (1996–2000), DSV Leoben (2000), Stuttgarter Kickers (2000), Dunaferr (2001) i Ferencvárosu Budapeszt (2002-05). W oficjalnych meczach Wisły Kraków rozegrał 43 spotkania i zdobył 7 goli.
Dotychczas dwukrotnie zdobył puchar krajowy, a raz mistrzostwo Węgier z klubem Ferencvárosi TC oraz wicemistrzostwo Polski z Wisłą Kraków. 18 lipca 2007 r. podpisał roczny kontrakt z trzecioligowym niemieckim klubem Dynamo Drezno. Po pobycie w Niemczech wrócił na Słowację. W międzyczasie grał jeszcze na Węgrzech, m.in. w klubie Salgótarjáni. Karierę zakończył w roku 2018 w zespole z miejscowości, w której się urodził.

## Kariera reprezentacyjna
Ma za sobą 7 występów w reprezentacji Słowacji w latach 1994–1995.